# Kernschussweite
Die Kernschussweite ist die Entfernung des Geschützes zum Ziel, bei der das Geschoss eine annähernd horizontale Flugbahn beschreibt und ebenso fast waagerecht im Ziel einschlägt. Hierzu kann also noch über das Rohr gezielt werden, ballistische Berechnungen sind noch nicht notwendig. Die Kernschussweite war bis zur Einführung gezogener Läufe der einzige sinnvolle Einsatzbereich der (Schiffs-)Geschütze.
Die typische Kernschussweite einer Feldschlange (engl. Culverine) des 16. Jahrhunderts lag bei etwa 800 Metern, die einer Kanone bei etwa 500 Metern. Deshalb wurden Schiff-Schiff-Gefechte üblicherweise im Nahkampf ausgetragen.